# Жениленко, Вячеслав Николаевич
Вячеслав Николаевич Жениленко (укр. В'ячеслав Миколайович Жениленко; род. 27 июня 1972, Кременчуг, Полтавская область) — украинский футболист, защитник. В высшей лиге чемпионата Украины выступал за николаевский «Эвис». В составе николаевской команды провёл 266 матчей (рекорд клуба).

## Биография
Футболом начал заниматься в ДЮСШ № 2 Кременчуга. Первый тренер Леонид Платицын. В 1989 сыграл 5 игр за «Кремень» во 2-й лиге.
Продолжил учебу в Киеве в республиканском интернате под руководством Фёдора Медвидя и Александра Рынского. В 1990 числился в дубле киевского «Динамо», но ни одной игры там не провел и вскоре был отдан в клуб «Динамо» (Белая Церковь).
В Высшей лиге чемпионата Украины дебютировал в составе николаевского «Эвиса». В николаевскую команду весной 1992 года его пригласил тренер Леонид Малый. Дебют Жениленка состоялся 30 марта 1992 года в выездном матче с симферопольской «Таврией». По ходу сезона 1992/93 николаевский клуб возглавил Леонид Колтун. Он не видел в составе Жениленко, и Вячеслав перешёл в херсонскую «Таврию». Через три года, когда во главе команды стал Евгений Кучеревский, вернулся в город Николаев. Всего в составе МФК «Николаев» (за два периода) в чемпионатах провел 266 игр (рекорд команды в чемпионатах Украины) и забил 7 мячей, во многих матчах выходил на поле с капитанской повязкой. Последний раз в форме МФК «Николаев» сыграл 27 ноября 2004 года в домашнем матче с донецким «Шахтёром-2».
Сто матчей провёл Жениленко в команде родного города — «Кремне». В 2008 году вошёл в тренерский штаб клуба. Летом 2013 года, когда команду возглавил Сергей Свистун, Жениленко перешёл на административную должность.

## Достижения
СК «Николаев»
- Чемпион первой лиги Украины: 1997/98.

## Семья
Женат на дочери вратаря Анатолия Ставки. Два сына: Владислав и Кирилл.